# Sinagoga vecchia Temple Sinai di New Orleans

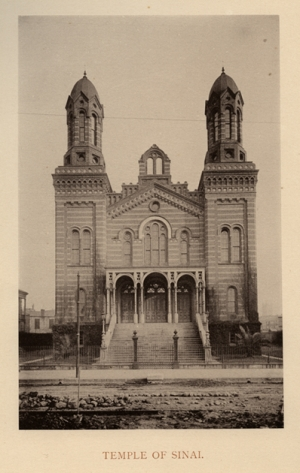
La facciata in una foto del 1908

La sinagoga Temple Sinai di New Orleans, oggi scomparsa, era una delle prime sinagoghe monumentali situata a New Orleans, in Louisiana. costruita nel 1872, fu demolita nel 1928, quando si inaugurò la nuova sinagoga Temple Sinai di New Orleans tuttora attiva.

## Storia e descrizione
La congregazione ebraica riformata Temple Sinai si era costituita a New Orleans nel 1870, attraendo alcuni tra i membri più ricchi e influenti della comunità ebraica di New Orleans. Già nel 1872 la congregazione poteva inaugurare come propria sede una monumentale e magnificente sinagoga.
L'edificio sorgeva su Carondelet Street vicino a Tivoli Circle. Costruito in un elegante stile neoromanico era caratterizzato da finestre ornate in vetro colorato e due snelle torri che raggiungono un'altezza di 35 metri. Alla cerimonia di inaugurazione parteciparono cittadini di ogni fede e una grande festa da ballo seguì alla solenne cerimonia religiosa.
Nel 1922, in occasione delle celebrazioni del 50º anniversario della sinagoga, si cominciò a parlare della costruzione di un nuovo, più ampio edificio. Nel 1928 la sinagoga fu demolita e la nuova sinagoga Temple Sinai di New Orleans fu inaugurata, tuttora attiva al servizio della congregazione Temple Sinai di New Orleans.